# Spessartien

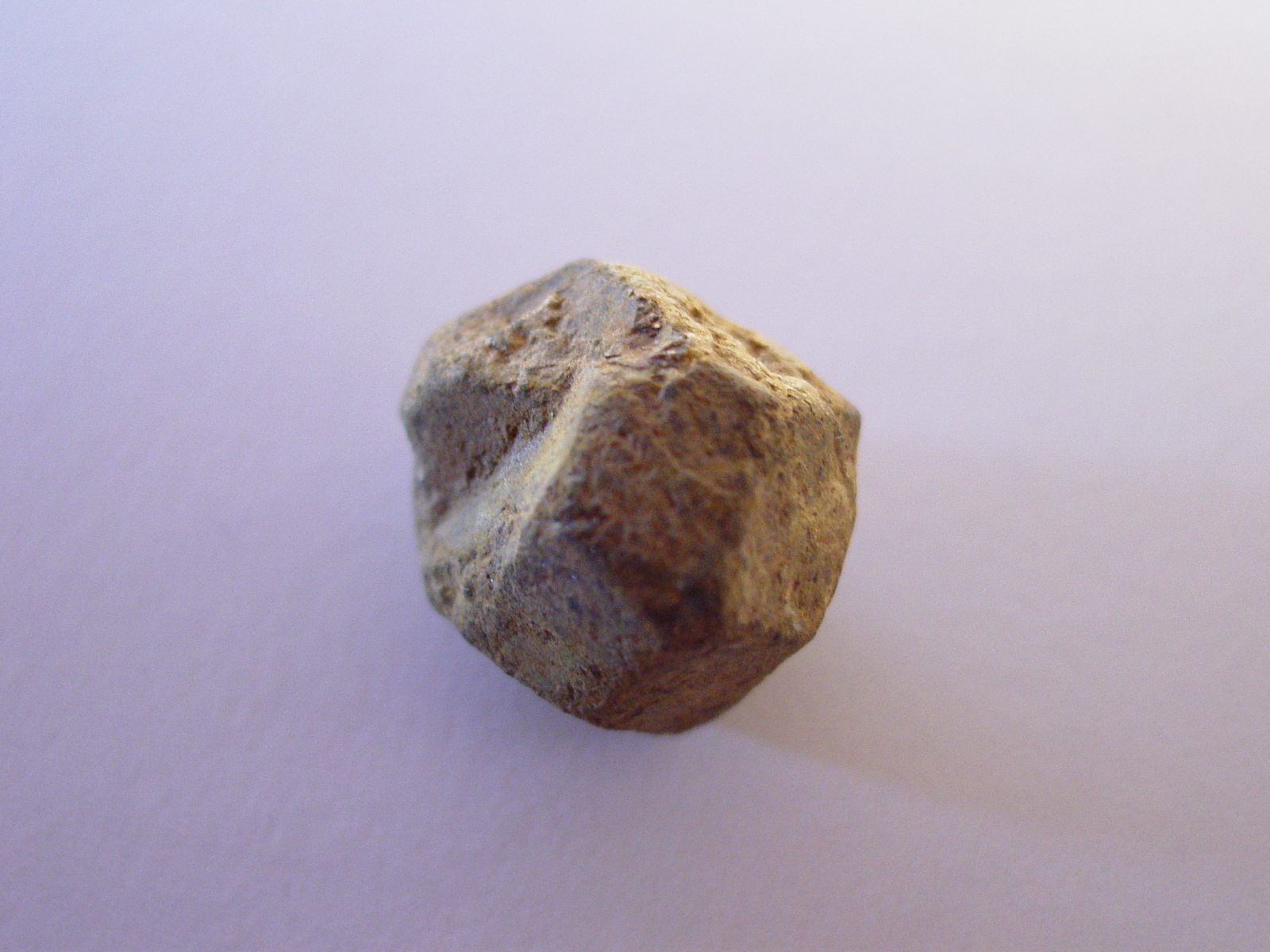
Bruine, zeshoekige spessartien.

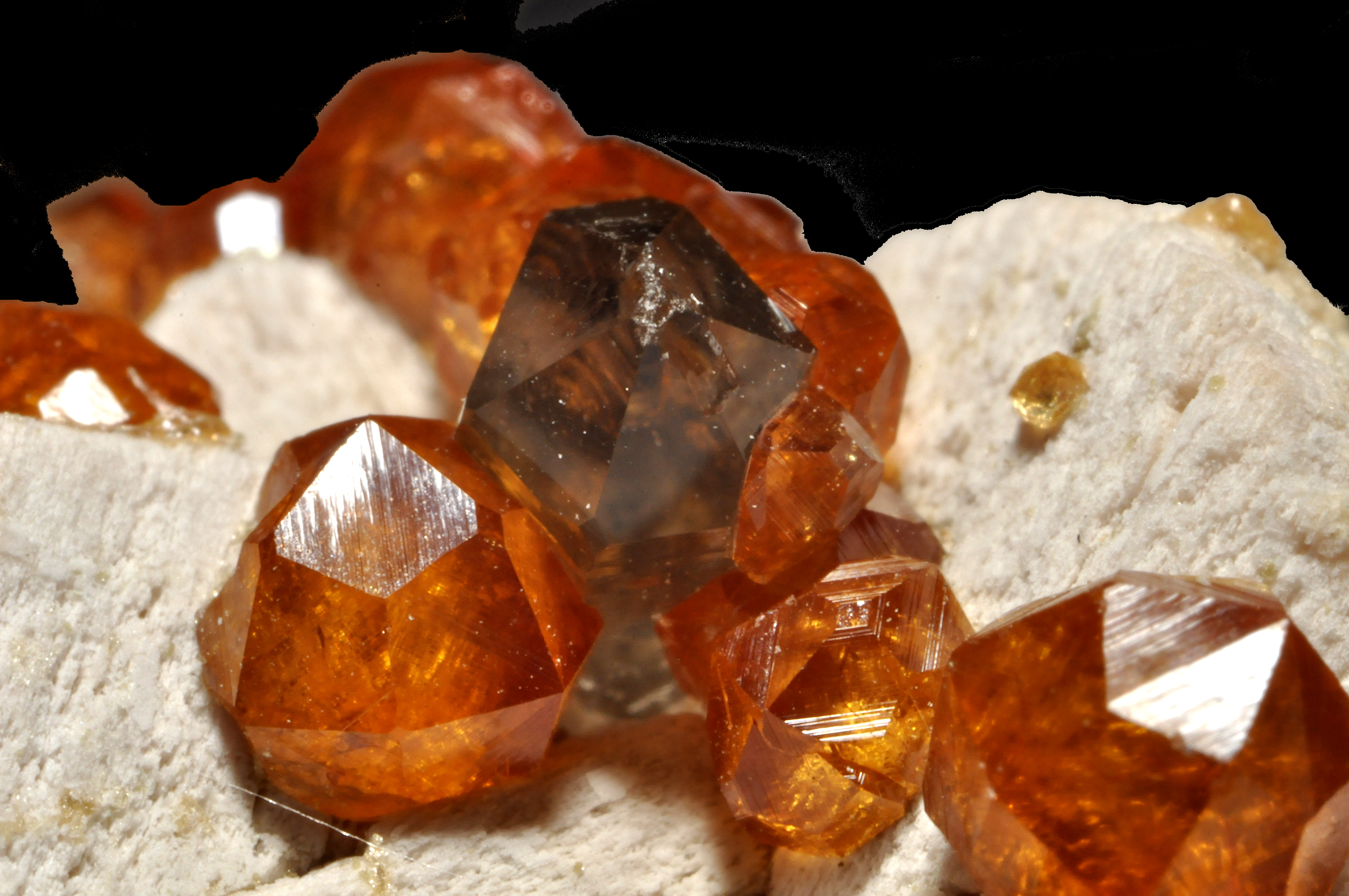
Rode spessartien.

Het mineraal spessartien of spessartiet is een mangaan-aluminium-silicaat met de chemische formule Mn2+3Al2(SiO4)3. Het nesosilicaat behoort tot de granaatgroep.

## Eigenschappen
Het rode, oranjerode, geelbruine, roodbruine of bruine spessartien heeft een glasglans, een witte streepkleur en de splijting van het mineraal is duidelijk volgens een onbekend kristalvlak. De gemiddelde dichtheid is 4,18 en de hardheid is 6,5 tot 7,5. Het kristalstelsel is isometrisch en spessartien is niet radioactief.

## Naamgeving
Het mineraal spessartien is genoemd naar het Duitse Spessart gebergte, waar het mineraal voor het eerst beschreven is.

## Voorkomen
Spessartien is een granaat en komt als zodanig voor in sterk metamorf gesteente, maar ook in stollingsgesteenten waaronder in pegmatieten. De typelocatie is gelegen in Aschaffenburg, Spessart gebergte, Beieren, Duitsland. Het wordt ook gevonden in het Haramosh gebergte, Baltistan, Pakistan.